# Musée de la Chasse et de la Nature
 (mai 2021).
Si vous disposez d'ouvrages ou d'articles de référence ou si vous connaissez des sites web de qualité traitant du thème abordé ici, merci de compléter l'article en donnant les références utiles à sa vérifiabilité et en les liant à la section « Notes et références ».
Le musée de la Chasse et de la Nature, « musée de France » depuis 2003, est un musée privé rassemblant les collections de la Fondation François-Sommer pour la chasse et la nature. Il est situé à Paris, dans l’hôtel de Guénégaud et l'hôtel de Mongelas dans le quartier du Marais.

## Historique
François Sommer et son épouse Jacqueline (couple d'industriels des Ardennes) créent, en 1964, la Fondation de la maison de la Chasse et de la Nature, dont l'un des objectifs est la création d'un musée.
Par l'intermédiaire d'André Malraux, alors ministre chargé des Affaires culturelles, l'hôtel de Guénégaud et l'hôtel de Mongelas dans le quartier du Marais sont confiés à la Fondation, à charge pour celle-ci d’en assumer la réhabilitation, la restauration et l’entretien.

## Les collections
La collection de François et Jacqueline Sommer, constituée à partir des années 1930 et enrichie au cours des années 1955-1965, constitue le fonds du musée.
Les collections sont réparties entre deux sites :
- l'hôtel de Guénégaud (œuvre de François Mansart, classé Monument Historique) et l'hôtel de Mongelas, à Paris dans le Marais, demeures des XVIIe et XVIIIe siècles ;
- le deuxième étage du château de Chambord où, depuis 1971, la Fondation présente une partie de ses collections de tableaux, de tapisseries et d’art contemporain.

Les collections illustrent les rapports de l’homme à son environnement naturel. La muséographie est due à Georges de Lastic qui y fut conservateur. Les collections s’organisent autour de trois ensembles d'items :
- les instruments de la chasse, depuis les origines jusqu’à nos jours : issus de la collection personnelle de ses fondateurs et d'une grande partie de la collection Georges Pauilhac (dépôt du Musée de l'Armée), ils présentent un panorama de l'évolution de ses instruments. La collection comporte les fusils de Louis XIII, Marie-Thérèse d'Autriche, Napoléon Ier et Napoléon III ;
- les produits de la chasse : le musée conserve une collection de trophées[5] et d'animaux naturalisés d’Europe, d’Afrique, d’Asie et d’Amérique, parmi lesquels un trophée de kouprey, bovidé cambodgien ;
- la représentation de la faune et de la chasse au cours des âges : œuvres d'art (peintures, arts graphiques, sculptures, tapisseries, céramiques, pièces de mobilier) anciennes ou contemporaines illustrant l'histoire de l'art cynégétique et animalier depuis l'Antiquité jusqu'à nos jours. Sa collection de peintures comporte des travaux de Pierre Paul Rubens (Diane et ses nymphes s'apprêtant à partir pour la chasse et son pendant Le Repos de Diane et de ses nymphes), Lucas Cranach l'Ancien (Saint Eustache), Frans Snyders (Nature morte de gibier), Pieter Boel, Jean-Baptiste Oudry, Jean Siméon Chardin[6] (Nature morte au lapin et à la perdrix), Carle Vernet, André Derain, Roger Reboussin, ainsi que le fonds d'œuvres de François Desportes, peintre des chasses et des chiens de Louis XIV (Tigre royal et Casoars et Toucan, cacatoès, poule sultane et vautour dans un paysage). Le musée présente les œuvres d'une trentaine de plasticiens parmi lesquels Jan Fabre, Jean-Michel Othoniel, Mark Dion, Patrick Van Caeckenbergh ou encore le studio Ymer&Malta.

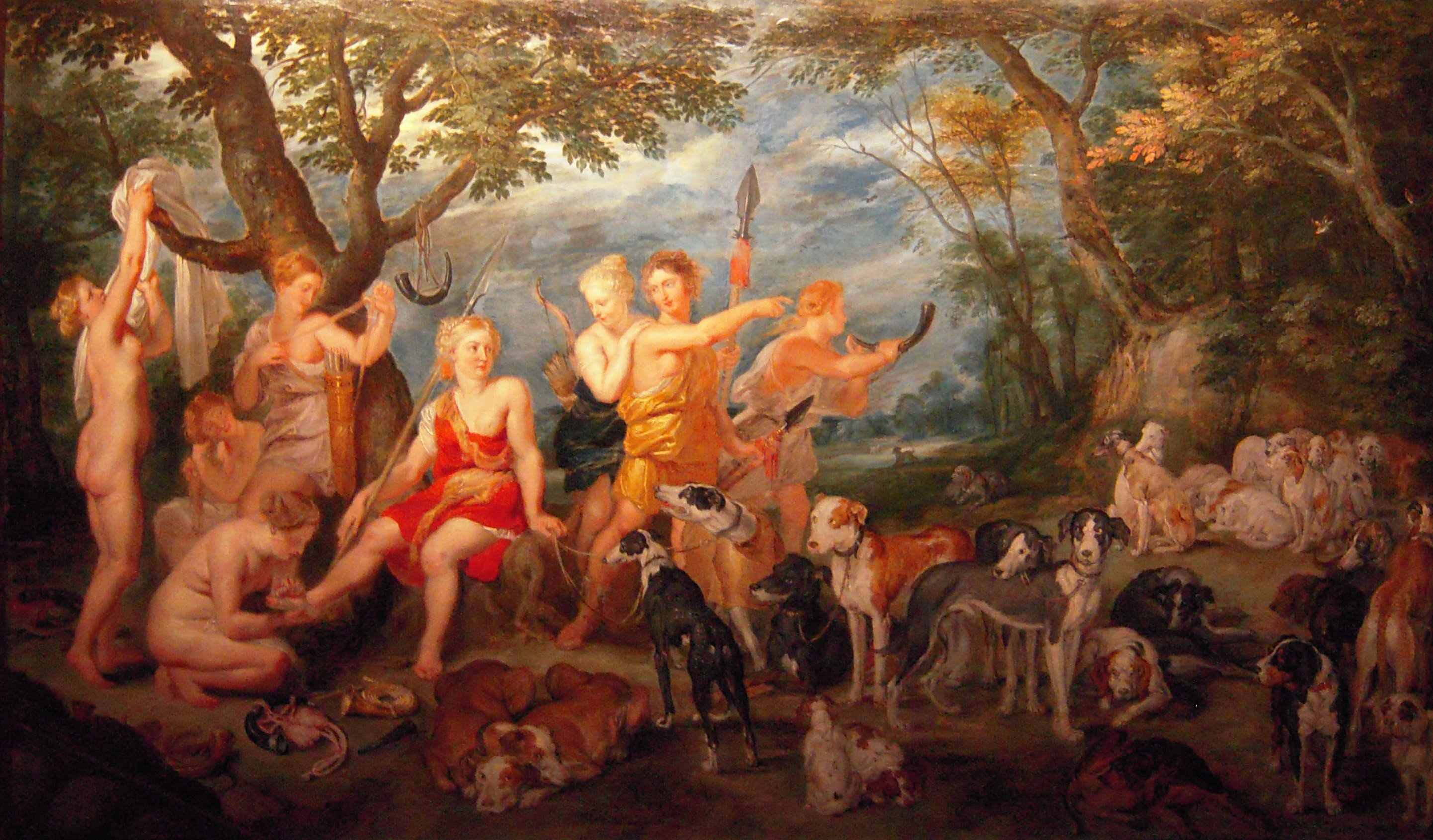
Pierre Paul Rubens et Jan Brueghel l'Ancien, Diane et ses nymphes s'apprêtant à partir pour la chasse, vers 1623-1624.
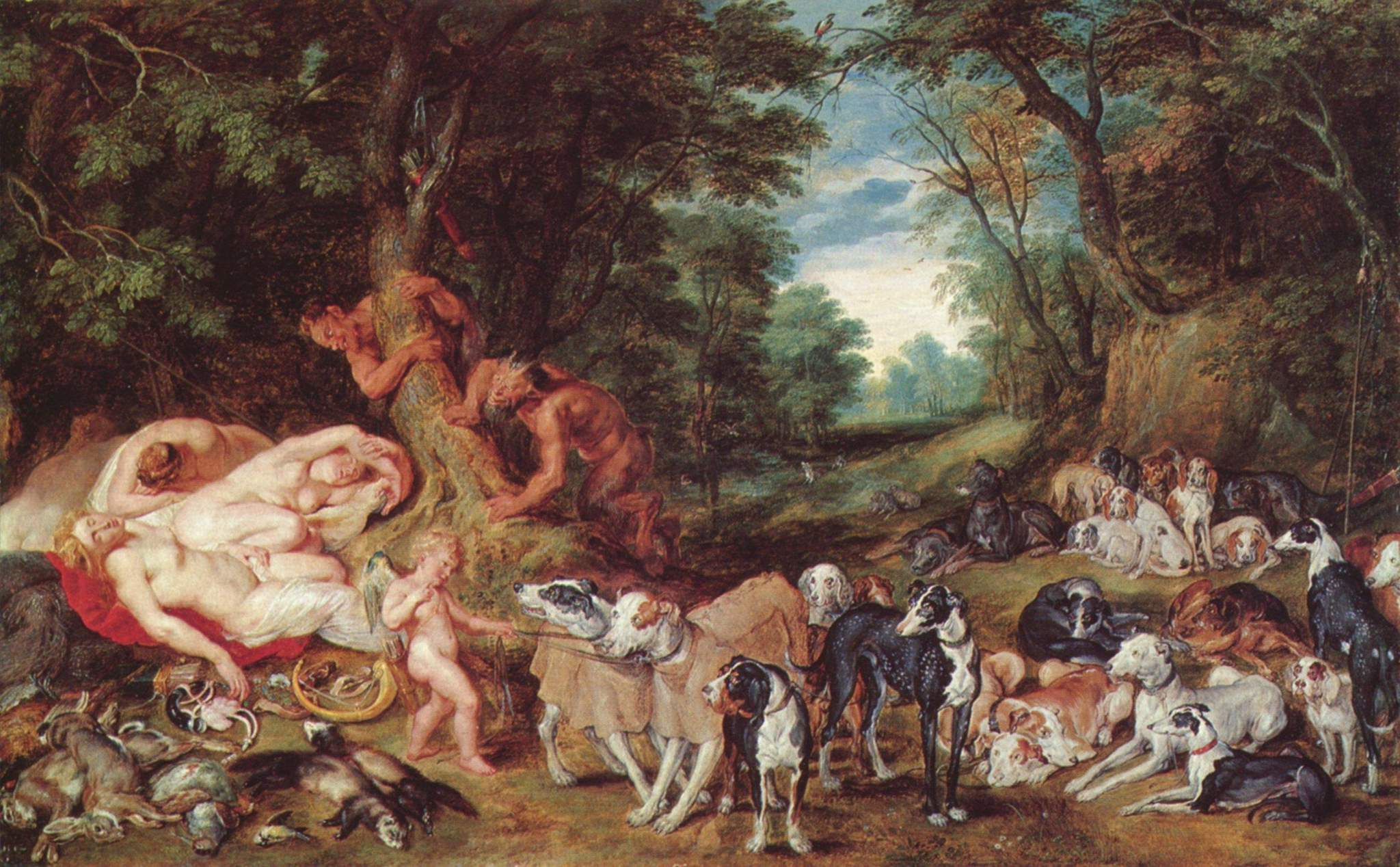
Pierre Paul Rubens et Jan Brueghel l'Ancien, Le Repos de Diane et de ses nymphes, vers 1623-1624.
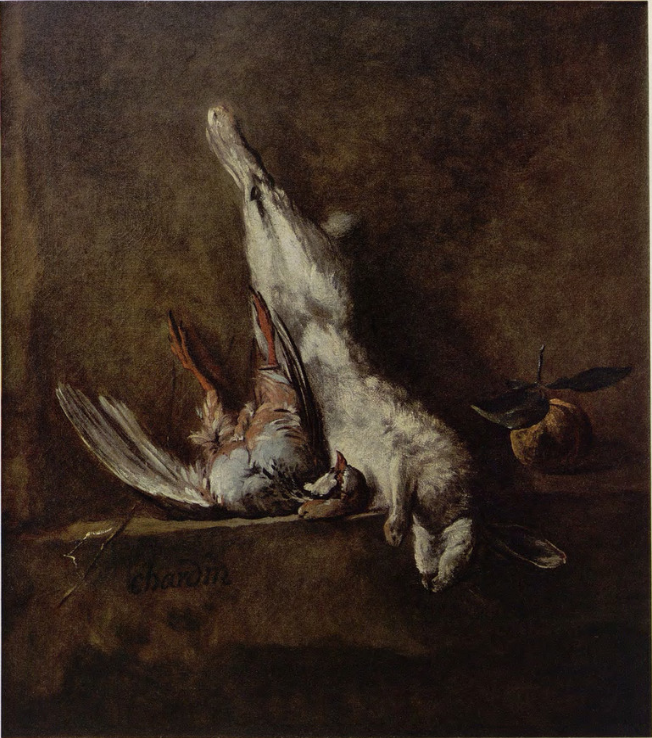
Jean Siméon Chardin, Nature morte au lapin et à la perdrix, 1727-1728.

## Le parcours muséographique
Depuis le 6 février 2007 le musée de la Chasse et de la Nature à Paris s’ouvre au public avec une extension permise par l'acquisition de l’hôtel de Mongelas. La nouvelle muséographie permet au visiteur d’emprunter un circuit de visite élargi qui se développe autour de deux thèmes principaux :
- l’image de l’animal : qui se développe dans les nouvelles salles de l'hôtel de Mongelas. Un parcours chronologique présente l’évolution du statut de l’animal sauvage dans l’histoire depuis l’Antiquité jusqu’au monde contemporain. À chaque étape de cette évolution, correspond un animal dans le parcours muséographique. La salle qui lui est consacrée confronte les œuvres le représentant. Un « cabinet naturaliste » y réunit les éléments d’informations susceptibles de transmettre le savoir concret du chasseur ;
- l’art et la chasse occupe l'hôtel de Guénégaud dans une disposition muséographique inspirée de ce que François et Jacqueline Sommer avaient conçu à l’origine du musée : l’atmosphère d’une maison de collectionneur[7].

## Le musée aujourd'hui

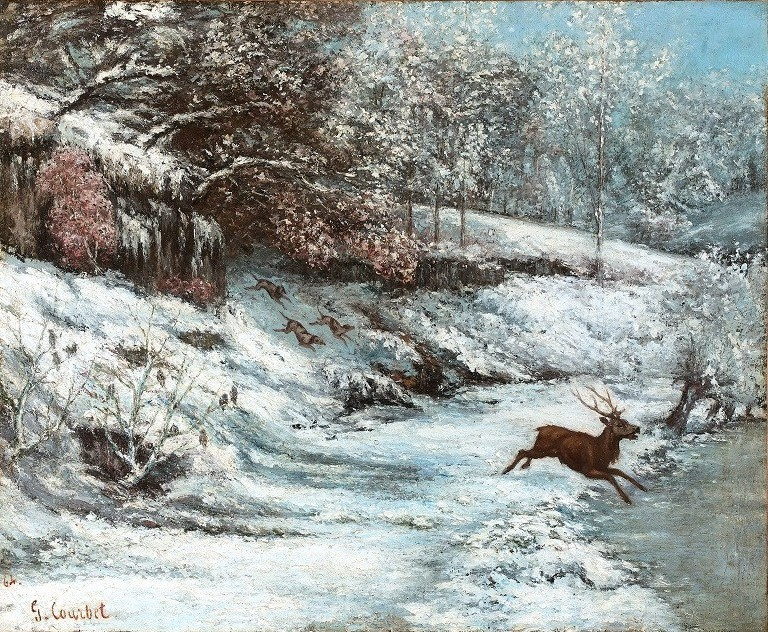
Scène de chasse sous la neige, par Gustave Courbet en 1864.

Le musée organise chaque année plusieurs expositions temporaires à Paris et à Chambord. Ces expositions sont à caractère patrimonial (iconographie de la vénerie au XIXe siècle, iconographie du chien dans l'histoire de l'art, pratiques et culture de la chasse à la Renaissance…) ou présentent le travail d'artistes contemporains (Éric Poitevin, Laurent Saksik, Karen Knorr, Erik Nussbicker, Tania Mouraud, Johan Creten, Sheila Concari, Gilles Aillaud, Jeffrey Blondes, Miguel Chevalier, Françoise Quardon, Juliette Fontaine, Angelika Markul, Eva Jospin…).
En 1997, le réaménagement des salles occupées par le musée au château de Chambord a été l’occasion d’acquérir des tapisseries et des peintures de grand format des écoles flamandes du XVIIe siècle. Le musée y présente aujourd’hui une évocation des chasses au temps de François Ier, une partie de sa collection de tapisseries et d’art contemporain.
Le 3 juillet 2021, le musée ouvre à nouveau ses portes après deux ans de travaux, période durant laquelle un deuxième étage a été aménagé et qui a permis la création de cinq salles supplémentaires.

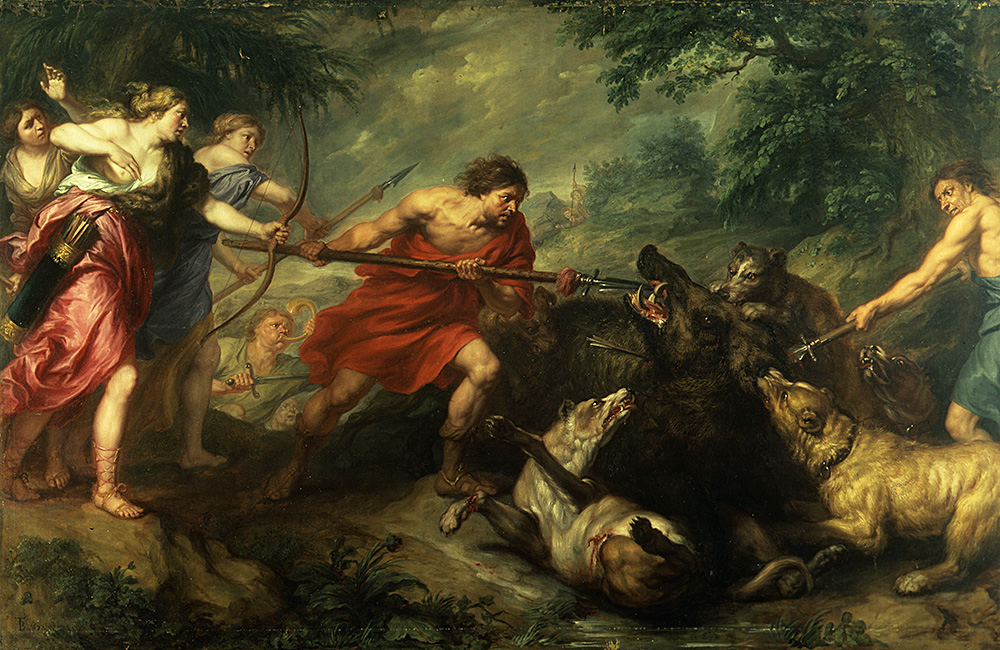
Salle du sanglier au premier étage avec « Méléagre tuant le sanglier de Calydon » de Theodor Boeyermans (1677)
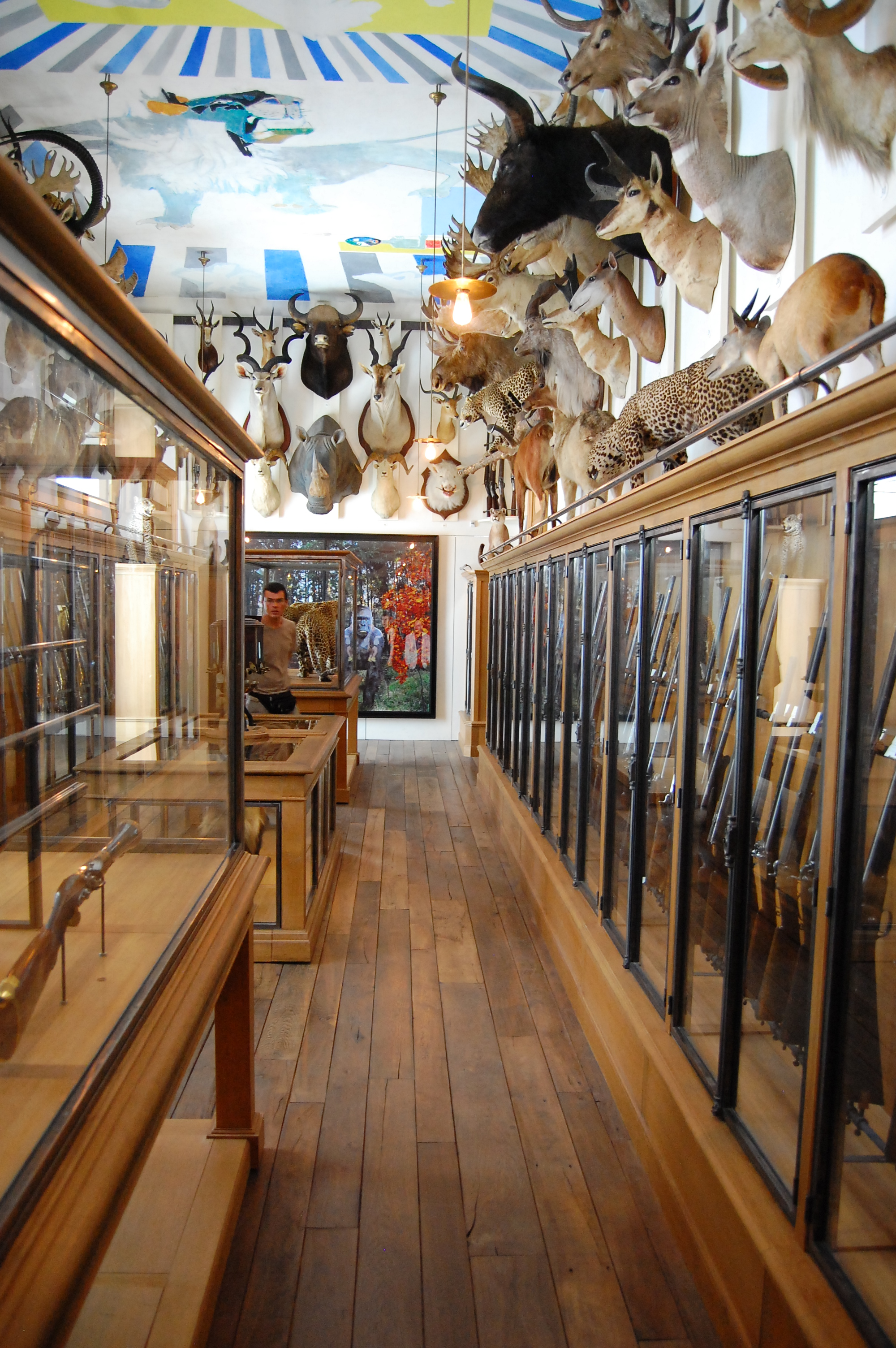
Salle des trophées avec les têtes en cape[10] et les fusils de chasse dans les vitrines.